# Oberea tsuyukii
Oberea tsuyukii là một loài bọ cánh cứng trong họ Cerambycidae.